# Euxoa idahoensis
Euxoa idahoensis là một loài bướm đêm trong họ Noctuidae.